# Українська національна рада (1948—1992)
Українська Національна Рада (УНРада) — законодавчий орган у системі державного центру Української Народної Республіки (УНР) в екзилі, створена влітку 1948 у результаті порозуміння українських партій, щоб дати ширшу політичну базу у ході реорганізації Державного центру з А. Лівицьким на чолі як президентом УНР (див. Уряд Української Народної Республіки в екзилі). За мету УНРади визначено консолідацію всіх самостійницьких сил для відновлення незалежної української держави з демократичним устроєм. Уже 1946 до цього прямував короткий час діючий Координаційний Український Комітет, утворений з усіх партій на еміграції за ініціативою канадських українців (місія о. В. Кушніра). Ідея консолідації почала виразніше реалізуватися, коли А. Лівицький створив 1947 підготовну комісію на чолі з Ісаака Мазепою для реорганізації Державного центру й утворення УНРади. Комісія разом з представниками партій опрацювала Тимчасовий закон 10.6.1948 про реорганізацію Державного Центру Української Народної Республіки, оголошений головою Директорії. Цим законом утворено УНРаду. У червні 1948 всі партії, за винятком гетьманців, схвалили статут УНРади, який визначив її структуру, форми праці і взаємини з екзильним президентом. Як передпарламент, УНРада була законодавчим органом, вона створювала Виконавчий Орган, державний контроль та обирала президента УНР в екзилі. Між сесіями частину її функцій здійснювала президія УНРади, яка однак не могла змінювати основного закону та обирати президента.
Неофіційним органом уряду УНР був тижневик «Тризуб» у Парижі (1925—1940), відновлений у 1959 році. Засноване Українське Інформаційне Бюро в Мюнхені видавало газету «Мета» (редактор у 1954—1957 роках М. Лівицький), після кожної Сесії Української Національної Ради видавались Матеріали і документи.
9 квітня 2015 року Верховна Рада України ухвалила закон «Про правовий статус та вшанування пам'яті борців за незалежність України у ХХ столітті» авторства Юрія Шухевича, в якому вказано перелік організацій, які визнаються таким, що боролись за незалежність України, серед них є і Українська Національна Рада.

## Сесії УНРади
За період існування УНРади відбулося десять сесій:

### Перша Сесія УНРади 1948

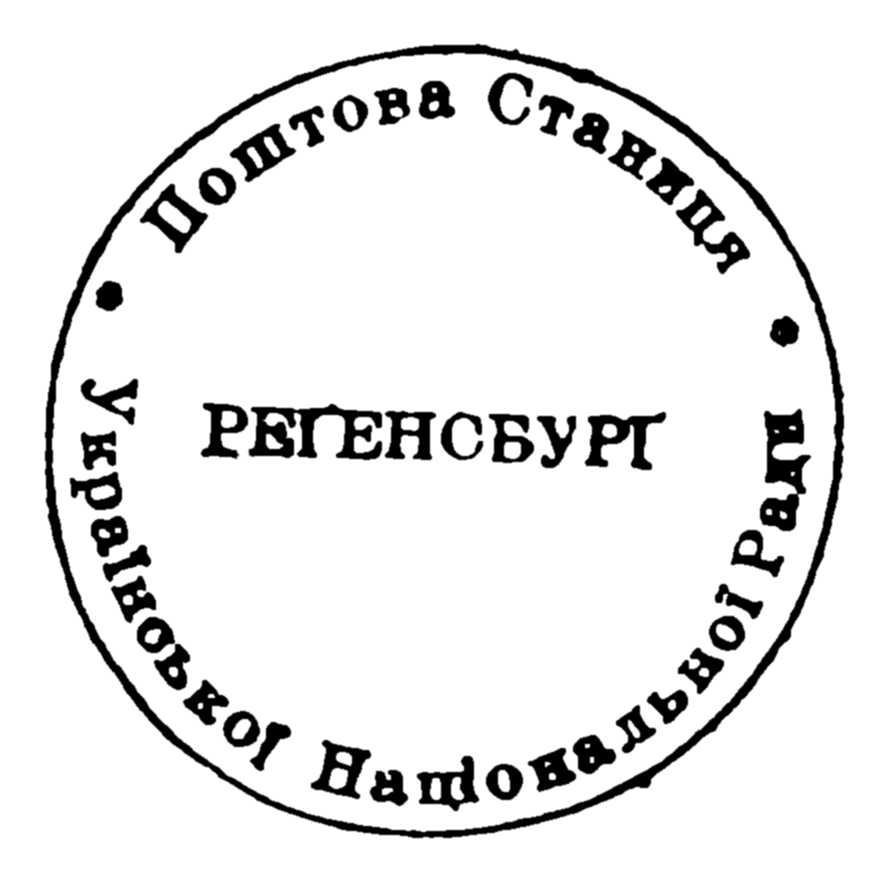
Зразок штемпеля поштової станиці УНРади, видана з нагоди відкриття 1-ї сесії УНРади в Німеччині 1948

Перша Сесія УНРади відбулася 16 липня 1948 у м. (Аугсбург, Баварія. До УНРади надіслали своїх представників:
- ОУН (очільник Голова ПУН Андрій Мельник)
- ОУН(р) (очільник Степан Бандера)
- Українське національно-демократичне об'єднання (УНДО)
- Українська революційно-демократична партія (УРДП)
- УРДП-соціалісти
- Український національно-державний союз (УНДС)
- Українська партія соціалістів-революціонерів (УПСР)
- Українська Соціально-Радикальна Партія (УСРП)
- Українська соціал-демократична робітнича партія (УСДРП)

### Друга Сесія УНРади 1949
Друга Сесія УНРади відбулася 23—27 червня 1949 у м. Ляйпгайм, ФРН. В 1950 ОУН(р) С. Бандери вийшла з УНРади і почала боротьбу з нею.

### Третя Сесія УНРади 1954
Третя Сесія УНРади відбулася у березні 1954 у Мюнхені. По смерті Андрія Лівицького сесія обрала 2-м президентом УНР в екзилі Степана Витвицького. Починаючи з 3-ї Сесії до УНРади належали такі партії:
- ОУН (очільник Голова ПУН Андрій Мельник)
- Українське національно-демократичне об'єднання (УНДО)
- Українська революційно-демократична партія (УРДП)
- Український Національно-Державний Союз (УНДС)
- Українська Соціалістична Партія

Всі вони мали по шість мандатів.

### Четверта Сесія УНРади 1957
Четверта Сесія УНРади відбулася в березні 1957 у Мюнхені. Починаючи з 4-ї Сесії, до УНРади увійшли:
- Селянська Партія (3 мандати)
- Українська Селянська Партія (1 мандат)

ОУН (очільник Голова ПУН Андрій Мельник) на деякий час (з жовтня 1957 до 1961]) вийшла з УНРади.

### П'ята Сесія УНРади 1961
П'ята Сесія УНРади відбулася у листопаді 1961 у Мюнхені.

### Шоста Сесія УНРади 1967
Шоста Сесія УНРади відбулася 18—22 березня 1967 у Мюнхені. Сесія по смерті Степана Витвицького (9.10.1965) обрала 3-м Президентом УНР в екзилі Миколу Лівицького.
З 6-ї Сесії до УНРади увійшла ОУН за кордоном (очільник Ільницький Роман) мала 6 мандатів.

### Сьома Сесія УНРади 1972
Сьома Сесія УНРади відбулася у грудні 1972 у Лондоні. Внаслідок лондонської сесії виникла криза в УНРаді, її правосильність була заперечена кількома партіями: від УРДП і УНДО допущено на цю сесію відлами партій проти бажання їх центрів.
На 7-й Сесії був створений Громадський сектор, який мав в УНРаді репрезентувати непартійних. Після чого було проведено вибори до Громадського сектора 15 делеґатів.

### Восьма Сесія УНРади 1979
Восьма Сесія УНРади відбулася у червні 1979 у Мюнхені. Криза поглибилася на цій останній сесії, у якій брали участь так само призначені особисто президентом УНР делеґати.

### Дев'ята Сесія УНРади 1979
Дев'ята Сесія УНРади відбулася 14—15 липня 1979 у Торонті, Канада.

### Десята Сесія УНРади 1989
Десята Сесія УНРади відбулася 17—19 червня 1989 у Бавнд-Брук, США.

### Надзвичайна Сесія УНРади 1992
Надзвичайна Сесія УНРади 14—15 березня 1992 схвалила постанови, про передачу 24 серпня 1992 грамоти, Заяви, президентської Відзнаки (клейнода-хрест гетьмана Івана Мазепи), президентських печатки і прапора останнім президентом УНР в екзилі Миколою Плав'юком першому всенародно обраному Президентові України Леоніду Кравчуку.

## Виконавчі органи
Головами президії УНРади були Борис Іваницький, Іван Багряний, Осип Бойдуник, Яків Маковецький, Спиридон Довгаль, (Євген Ґловінський, Петро Белей, Іван Кедрин-Рудницький — виконуючі обов'язки гол.), Володимир Біляїв, Павло Лимаренко, Михайло Воскобійник.
Виконавчий Орган очолювали: Ісаак Мазепа, Степан Баран, Симон Созонтів, Микола Лівицький, Атанас Фіґоль, Спиридон Довгаль, Василь Федорончук, Теофіль Леонтій, Ярослав Рудницький, Іван Самійленко. Склад Виконавчого Органу зазвичай був коаліційний з партій, що входили до УНРади.
З ініціативи Виконавчого Органу УНРади створено 1953 Ліґу визволення Народів СРСР (т. зв. Паризький Блок). Інформаційну службу виконували бюлетені Українського Інформаційного Бюра.
Напівофіційним виданням президента УНР в екзилі й УНРади з 1972 стала газ. «Мета». Фінансові засоби для діяльності УНРади і державного центру в екзилі збираються серед української еміграції, головним чином його збирають через мережу Товариств прихильників УНР, які існують в більших осередках на Заході і, крім збирання фондів, популяризують ідею відновлення української держави.
У квітні 1978 М. Лівицький розпустив УНРаду і односторонньо видав новий закон про її реорганізацію, включивши до неї половину ним призначених членів. На знак протесту проти цього рішення частина партій і діячів вийшла з УНРади і державного центру й створила у 1979 Раду прихильників УНР, що її очолювали І. Кедрин-Рудницький, пізніше Маруся Бек.
Надзвичайна Сесія УНРади, яка проходила 14—15 березня 1992, схвалила постанови, відповідно до яких 24 серпня 1992 р. у Маріїнському палаці відбулася передача грамоти, Заяви, президентської Відзнаки (клейнода-хрест гетьмана Івана Мазепи), президентських печатки і прапора останнім президентом УНР в екзилі Миколою Плав'юком першому всенародно обраному Президентові України Леоніду Кравчуку.